# 沈继禹
沈继禹（1929年—），女，浙江鄞县人，中国话剧演员，中国青年艺术剧院一级演员，中国戏剧家协会会员。